# Потокозчеплення
Потокозчеплення (повний магнітний потік) — фізична величина, що являє собою сумарний магнітний потік, який пронизує замкнутий провідний контур (ніби «зчіплюється» з ним). Позначається буквою {\displaystyle \Psi }. У СІ вимірюється у веберах.
Термін використовується переважно в електротехніці стосовно дискретних елементів кола — котушок індуктивності, а також є одним із основних параметрів, що описують обмотки електричних машин і електромеханічне перетворення енергії в них.

## Визначення
Потокозчепленням називають сумарний магнітний потік
{\displaystyle \Psi =\iint \mathbf {B} \cdot {\rm {d}}\mathbf {S} }
через поверхню (строгіше, ріманову поверхню), натягнуту на замкнутий контур. Від конфігурації натягнутої поверхні такий потік не залежить.
Магнітне поле, а отже, і магнітний потік, можуть створюватися струмом у цьому контурі або струмом в іншому контурі. Відповідно, розрізняють потокозчеплення самоіндукції (потокозчеплення елемента кола обумовлене електричним струмом у цьому ж елементі) і потокозчеплення взаємної індукції (потокозчеплення одного елемента електричного кола обумовлене електричним струмом в іншому елементі).
Поняття «потокозчеплення» (на відміну від «магнітний потік») не застосовують до фрагментів поверхні.

## Основний випадок
Найчастіше розглядають потокозчеплення в котушці зі струмом у ситуації, коли магнітний потік у котушці створює вона сама; цей потік зчіплюється зі всіма витками.
Потокозчеплення в такому разі чисельно дорівнює сумі магнітних потоків, які проходять через кожен виток котушки, тобто за кількості витків N і однакового магнітного потоку в кожному витку потокозчеплення можна визначити як
{\displaystyle \Psi =N\Phi _{1}},
де {\displaystyle \Phi _{1}} — магнітний потік одного витка [Вб].
В ідеальному соленоїді всі магнітні силові лінії проходять через кожен виток (тобто не перетинають бічної поверхні соленоїда), і, отже, магнітні потоки витків однакові. Однак на практиці магнітні потоки у витках котушки відрізняються і величину потокозчеплення визначають за формулою:
{\displaystyle \Psi =\sum _{i=1}^{N}{\Phi _{i}}},
де {\displaystyle N} — кількість витків, {\displaystyle i} — номер витка, з яким зчеплений потік {\displaystyle \Phi _{i}}.
Якщо котушка має феромагнітне осердя, то потокозчеплення можна визначити за формулою:
{\displaystyle \Psi =N\Phi _{C}},
де {\displaystyle \Phi _{C}} — магнітний потік через магнітопровід (осердя) котушки.
Величина потокозчеплення, крім магнітного потоку, має зв'язок зі струмом I в індуктивності, що визначається виразом:
{\displaystyle \Psi =IL},
де {\displaystyle L} — індуктивність котушки [Гн]. Ця формула виражає принцип неперервності в часі потокозчеплення котушки індуктивності.

## Принцип неперервності
Запас енергії магнітного поля в котушці індуктивності не може змінитися стрибком. Це виражає принцип неперервності в часі. Неможливість стрибкоподібної зміни потокозчеплення індуктивності пояснюється, своєю чергою, тим, що інакше на індуктивності з'явилася б нескінченно велика напруга, що суперечить досвіду.
Принцип неперервності також означає, що струм індуктивності не може змінитися стрибком (див. Перехідні процеси в електричних колах): {\displaystyle i_{L}(0+)=i_{L}(0-)} — перший закон комутації.